# Ilo (província)
Ilo é uma província do Peru localizada na região de Moquegua. Sua capital é a cidade de Ilo.

## Distritos da província
- El Algarrobal
- Ilo
- Pacocha